# Čornobaj
Čornobaj (in ucraino Чорнобай?) è un insediamento rurale ucraino (6878 abitanti) nel distretto di Zolotonoša, nell'oblast' di Čerkasy. Ospita l'amministrazione della comunità territoriale di Čornobaj, una delle comunità territoriali dell'Ucraina
Fino al 18 luglio 2020 Čornobaj è stata il centro amministrativo del distretto di Čornobaj, abolito come parte della riforma amministrativa dell'Ucraina, che ha ridotto a quattro il numero dei distretti dell'oblast' di Čerkasy. L'area del distretto di Čornobaj è stata fusa nel distretto di Zolotonoša.
Fino al 26 gennaio 2024 Čornobaj era classificata come insediamento di tipo urbano. Da tale data è entrata in vigore una nuova legge che ha abolito questo status e Čornobaj è stata riclassificata come insediamento rurale.
Nel XIX secolo il villaggio di Čornobaj faceva parte di Čornobaj volost' dell'uezd di Zolotonoša del governatorato di Poltava.